# White Triplex
El White Triplex (también conocido como el "Triplex Special" y como el "Spirit of Elkdom") era un vehículo estadounidense, construido para batir el récord mundial de velocidad en tierra por J. H. White y conducido por Ray Keech. Estaba equipado con tres motores aeronáuticos Liberty de 27 litros, que juntos sumaban un total de 36 cilindros, 81 litros de cilindrada y una potencia estimada de 1500 CV.
Batió el récord mundial de velocidad en 1928, con una marca de 334 km/h.

## Historia
White, un acaudalado comerciante de Filadelfia (que a pesar de su apellido, no tenía ninguna conexión con la White Motor Company), quiso que el récord de velocidad en tierra, entonces ostentado por los británicos en un duelo entre Henry Segrave y Malcolm Campbell, pasara a manos estadounidenses.
En aquella época no se disponía de ningún motor adecuado con una ventaja suficiente sobre el Napier Lion británico, así que se decidió construir un chasis lo más sencillo posible, sobre el que se montaron tres motores aéreos Liberty, adquiridos como excedentes de la Primera Guerra Mundial. El vehículo era realmente sencillo: carecía de embrague, no tenía caja de cambios, y solo disponía de una relación de transmisión fija. Una vez puesto en marcha siendo empujado,  tenía que mantenerse rodando mientras el motor estuviese encendido. Las comodidades de conductor eran mínimas: el motor delantero estaba alojado en un tosco intento de carenado aerodinámico, y los dos asientos estaban  completamente desnudos.

## Récord mundial de Ray Keech

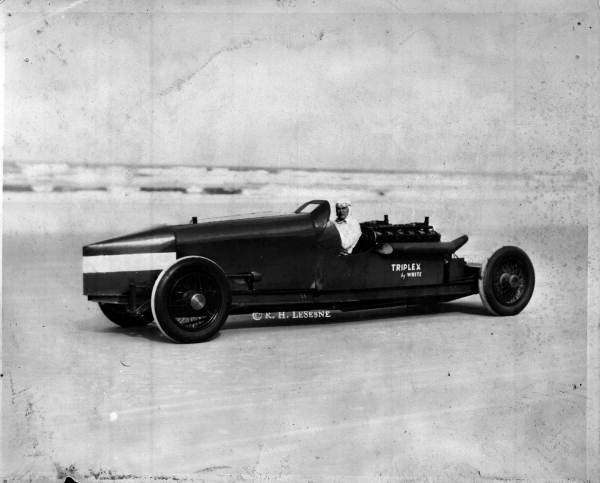
El Triplex Special conducido por Ray Keech (1928)

Piloto de carreras experto, Ray Keech fue el elegido para conducir el coche. Las dos primeras pruebas demostraron que el coche era peligroso, y Keech resultó herido las dos veces por quemaduras: por un manguito del radiador que explotó, y por las llamas del escape motor situado por delante.
La simplicidad del diseño también llevó a una absurda situación con los oficiales de la prueba El reglamento  requería "medios de revestimiento", de los que el White Triplex carecía. Por exigencias del primer jurado mecánico, se dispuso un motor eléctrico con un rodillo sobre un neumático, pero el sistema era incapaz de contrarrestar la compresión de los tres enormes motores, que según el reglamento, no podían carecer de embrague. Se probó una estratagema aún más complicada, consistente en un eje trasero completamente separado, retenido sobre el suelo hasta que era liberado por una palanca, y entonces era impulsado por una transmisión independiente. El dispositivo muy posiblemente no se utilizó en el intento récord, pero  satisfizo a los jueces.
El 22 de abril de 1928, Keech estableció en Daytona un nuevo récord mundial de velocidad en tierra, con una marca de  207.55 mph (334.02 km/h).

## Muerte de Lee Bible

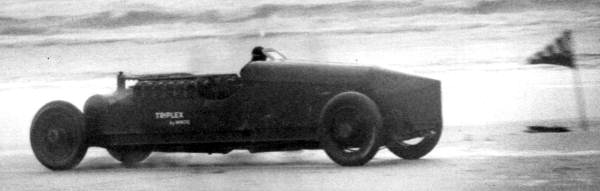
El Triplex Special conducido por Lee Bible (1929)

Este registro fue elevado hasta las 230 mph por Henry Segrave en el Golden Arrow el 11 de marzo de 1929. Se le propuso a Keech conducir de nuevo el White Triplex para recuperar el récord, esta vez en Ormond Beach. Keech rechazó la oferta, considerando que el coche era demasiado peligroso. White entonces contrató a Lee Bible, uno de los mecánicos del equipo sin experimenta como piloto a estas velocidades.
En sus primeras dos carreras, Bible fue cronometrado a 186 mph (299 km/h) y a 202 mph (325 km/h), ambas marcas por debajo del mejor registro del Triplex Special, y muy lejos del récord absoluto del Golden Arrow. Al final de este segundo recorrido, el coche se salió de la pista hacia las dunas, empezó a dar vueltas de campana y acabó 60 m más allá. Bible salió despedido del coche, matándose instantáneamente. Un cámara de la compañía Pathé, Charles Traub, también resultó muerto. Unos echaron la culpa del accidente a la conducción de Bible, por haber decelerado excesivamente rápido, y otros lo achacaron a la carencia de estabilidad del Triplex Special. Existe una controversia sobre ambas muertes, porque tampoco está claro si el cámara estaba en una zona segura, o si  se había acercado demasiado al borde de la pista para conseguir imágenes más espectaculares.